# Head over Heels (album Pauli Abdul)
Head over Heels – trzeci album studyjny amerykańskiej piosenkarki Pauli Abdul. Został wydany 13 czerwca 1995 roku przez Virgin Records. Płyta zawiera single „My Love Is for Real”, „Crazy Cool” i „Ain’t Never Gonna Give You Up”.

## Informacje
Album został wydany po trzyletniej przerwie w działalności artystycznej. W tym czasie, piosenkarka zmagała się z bulimią. Wydawnictwo miało na celu powrót Abdul na szczyty list przebojów. Muzycznie, płyta Head over Heels, w odróżnieniu od poprzednich, była bardziej inspirowana R&B. Pierwszy singiel, „My Love Is for Real”, charakteryzował się odmiennym brzmieniem, jednakże zmiana została oceniona przeciętnie.

## Recenzje
Album otrzymał mieszane recenzje. Krytycy zauważyli odejście Abdul od stylu muzyki pop, jaki prezentowała wcześniej. Doceniono głównie ambicję piosenkarki, uznając tę płytę za jej najbardziej kreatywne dzieło. Z drugiej strony, albumowi zarzucano brak potencjalnych przebojów oraz zbyt długi czas jego trwania.

## Odbiór
Album nie poradził sobie na listach sprzedaży równie dobrze, jak jego poprzednicy. Do tej pory, jest to najsłabiej sprzedająca się płyta Abdul. W zestawieniu Billboard 200, zajęła 18. miejsce, po czym szybko wypadła z listy. Po porażce albumu, piosenkarka opuściła branżę muzyczną i poświęciła się aktorstwu.
Head over Heels był promowany przez trzy single. Pierwszy, „My Love Is for Real”, dotarł do 28 miejsca na liście Billboard Hot 100 i do 1 miejsca w zestawieniu muzyki dance tego magazynu (jako jedyna piosenka w jej dyskografii). Jest uważany za ostatni przebój piosenkarki. Następny singel, „Crazy Cool”, zajął 58. miejsce i został uznany za porażkę, do czego przyczynił się prawdopodobnie skandal związany z teledyskiem. Ostatni singel, „Ain’t Never Gonna Give You Up”, nie zdołał zająć miejsca w pierwszej setce amerykańskiej listy przebojów, co było efektem braku promocji.

## Lista piosenek
| Lista piosenek | Lista piosenek                                    | Lista piosenek                                                                                | Lista piosenek                                       | Lista piosenek |
| Nr             | Tytuł utworu                                      | Autorzy                                                                                       | Producenci                                           | Długość        |
| -------------- | ------------------------------------------------- | --------------------------------------------------------------------------------------------- | ---------------------------------------------------- | -------------- |
| 1.             | „Crazy Cool”                                      | Peter Lord, Sandra St. Victor, V. Jeffrey Smith                                               | Peter Lord, V. Jeffrey Smith                         | 4:42           |
| 2.             | „My Love Is for Real”                             | Paula Abdul, Rhett Lawrence                                                                   | Lawrence                                             | 5:20           |
| 3.             | „Ain’t Never Gonna Give You Up (z Color Me Badd)” | Byran Abrahms, Mark Calderon, Howie Tee, Kevin Thornton, Curtis "Fitz" Williams, Elliot Wolff | Wolff                                                | 3:53           |
| 4.             | „Love Don't Come Easy”                            | Abdul, Robb Boldt, Da'Count, Howard Hersh, Iky Levi, Eric Monsanty                            | Hersh, Levy, Boldt, Cha'n André, Da' Count, Monsanty | 4:07           |
| 5.             | „If I Were Your Girl”                             | Crystal Bernard, Lawrence                                                                     | Lawrence                                             | 3:55           |
| 6.             | „Sexy Thoughts”                                   | Boldt, Hersh, Levy                                                                            | Boldt, Hersh, Levy                                   | 4:09           |
| 7.             | „The Choice Is Yours”                             | Arnold Hennings, Debra Killings                                                               | Hennings, Dallas Austin                              | 4:48           |
| 8.             | „Ho-Down”                                         | Abdul, Boldt, Calloway, Da'Count, Gaskill, Greer, Hersh, Mills, Wolff                         | Wolff, Hersh, Levy, Boldt                            | 4:23           |
| 9.             | „Under the Influence”                             | Worthy Davis, Oliver Leiber                                                                   | Leiber                                               | 4:29           |
| 10.            | „I Never Knew It”                                 | Daryl Simmons                                                                                 | Simmons                                              | 4:26           |
| 11.            | „Get Your Groove On”                              | Hersh, Levy, Boldt                                                                            | Hersh, Levy, Boldt                                   | 4:02           |
| 12.            | „Missing You”                                     | Bernadette Cooper                                                                             | Lawrence                                             | 3:52           |
| 13.            | „It's All About Feeling Good”                     | Abdul, Hersh, Levy, Boldt                                                                     | Hersh, Levy, Boldt                                   | 3:46           |
| 14.            | „Cry for Me”                                      | Tim Miner                                                                                     | Miner                                                | 3:38           |
| 15.            | „Crazy Love (utwór bonusowy)”                     |                                                                                               |                                                      | 4:31           |
| 16.            | „Highschool Crush (utwór bonusowy)”               |                                                                                               |                                                      | 4:36           |

## Skład
- Z AllMusic[6]
- Paula Abdul: śpiew
- Bryan Abrams, Cha'n Andre, Robb Boldt, Robbie J. Brown, Mark Calderon, Cindy & Janie Cruse, Valerie & Worthy Davis, Bruce DeShazer, Ofra Haza, Marva King, Tanya Smith, Sandra St. Victor, Kevin Thornton, Sam Watters, Monalisa Young: chórki
- Dallas Austin: wiele instrumentów
- Charlie Barnett: instrumenty perkusyjne
- Rocky Bryant: klawisze, syntezator, perkusja
- Keith Carlock: perkusja, instrumenty perkusyjne
- Vince Denham: saksofon tenorowy
- Walt Fowler, Ralph Rickert, Dan Savant: trąbka
- Ronnie Garrett, Tracy Wormworth: gitara basowa
- Grant Geissman: banjo
- Lili Haydn: skrzypce
- Howard Hersh, Peter Lord Moreland, John Andrew Shreiner, V. Jeffrey Smith: klawisze
- Eric Jorgenson: puzon
- Shaun LaBelle: gitara basowa, syntezatory
- John Leftwich: róg
- Oliver Leiber: klawisze, syntezator, gitary, elektryczny sitar, perkusja
- Iki Levy: Percussion
- Keith Lewis: instrumenty perkusyjne i różne (programowanie)
- Karl Messerschmidt: tuba
- Tim Miner: gitara basowa, klawisze, chórki
- Michael Patterson: syntezator
- Paul Peterson: pianino elektryczne
- Harihar Rao: sitar, tanpura
- John Shanks, Andy Timmons, Bill Wiseman: gitary
- Rick Sheppard: syntezatory, sample
- Daryl Simmons: klawisze, programowanie, instrumenty perkusyjne, chórki
- Ralph Stacey: gitara elektryczna & gitara basowa
- Gerri Sutyak: wiolonczela
- Albert Wing: saksofon, klarnet

## Listy sprzedaży i certyfikaty
| Lista (1995)                 | Najwyższa pozycja |
| ---------------------------- | ----------------- |
| Australian Albums Chart      | 27                |
| Canadian Albums Chart        | 21                |
| Dutch Albums Chart           | 74                |
| Japanese Oricon Albums Chart | 32                |
| UK Albums Chart              | 61                |
| U.S. Billboard 200           | 18                |

| Kraj                     | Certyfikat  | Sprzedaż |
| ------------------------ | ----------- | -------- |
| Stany Zjednoczone (RIAA) | złota płyta | 500 000+ |